# Ivan Vladimirovič Lukinskij
Ivan Vladimirovič Lukinskij (in cirillico: Иван Владимирович Лукинский?; Skopin, 13 agosto 1906 – Mosca, 15 agosto 1986) è stato un regista cinematografico sovietico.

## Filmografia (parziale)

### Regista
- Čuk i Gek (1953)
- Soldat Ivan Brovkin (1955)
- Ivan Brovkin na celine (1958)
- Pryžok na zare (1961)
- Tovarišč Arsenij (1964)
- Vzorvannyj ad (1967)
- Derevenskij detektiv (1969)
- Istoki (1973)